# Zambana
Zambana (La Zambàna in dialetto trentino) è una frazione di Terre d'Adige, in provincia di Trento, di 1 707 abitanti; ha costituito comune autonomo fino al 31 dicembre 2018, dopodiché a seguito della fusione con Nave San Rocco ha dato vita al comune sparso di Terre d'Adige, del quale è frazione capoluogo.

## Storia
Il 7 settembre 1955 un'enorme massa di sassi e detriti si stacca dal fianco della Paganella. Il 25 novembre un diedro pericolante si muove fino a raggiungere le vallette dei torrenti Maor e Secco a monte di Zambana Vecchia. Un secondo diedro rimane in bilico. Due giorni dopo, visto lo stato di pericolo, l'allora presidente della provincia Remo Albertini ordina lo sgombero del paese.
Tra il 24 e il 25 marzo 1956 una seconda frana sfonda la diga che era stata innalzata lungo il torrente Maor e raggiunge il centro abitato del paese. Fino a che il 16 aprile, dopo una lunga giornata di pioggia torrenziale, un'altra enorme frana scivola lungo la val Manara sommergendo le ultime abitazioni ancora non travolte dalle precedenti frane. 

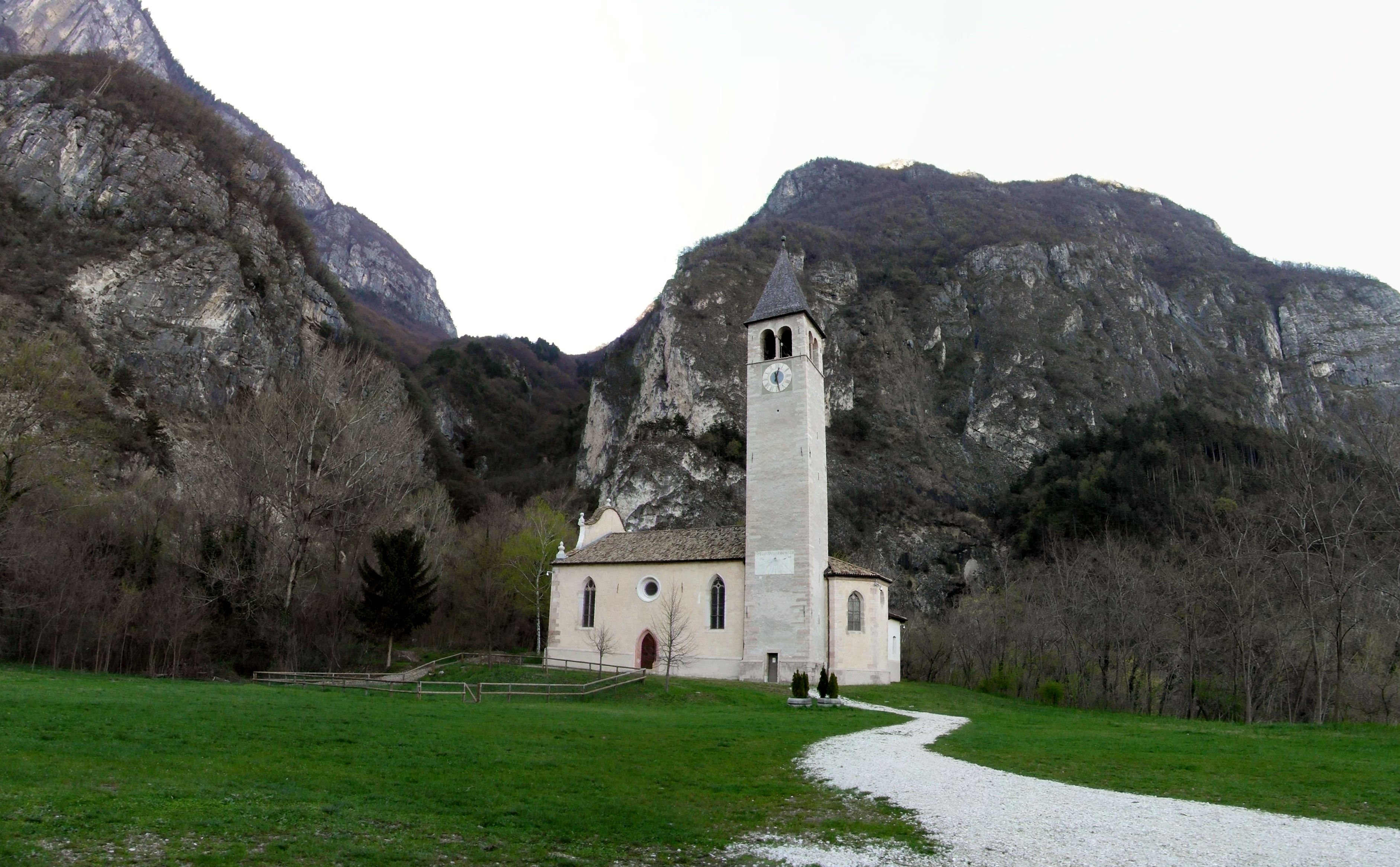
Chiesa dei Santi Filippo e Giacomo.

A seguito di quest'ultima frana, il 19 aprile il paese di Zambana Vecchia viene dichiarato inabitabile e con il decreto del 10 luglio 1957, il presidente della Repubblica Giovanni Gronchi avvia la ricostruzione di Zambana nella piana degli Aicheri di Lavis sulla sponda sinistra del fiume Adige, creando il paese di Zambana Nuova.
Tra il 1996 e il 1997 vengono effettuati imponenti lavori di consolidamento delle pareti franose. Nell'ottobre 1993 viene revocata l'inabitabilità a Zambana Vecchia. Di conseguenza la funivia Zambana Vecchia-Fai della Paganella venne lasciata in disuso.

### Simboli
Lo stemma e il gonfalone del comune erano stati concessi con DPR del 18 giugno 1952.
Il gonfalone era un drappo di colore azzurro riccamente ornato di ricami d'argento e caricato dello stemma con l'iscrizione centrata in argento: Comune di Zambana.

## Monumenti e luoghi d'interesse

### Architetture religiose
- Chiesa dei Santi Filippo e Giacomo. La chiesa rimane tra le poche testimonianze dell'antico centro abitato distrutto dalla frana. Appare separata dal resto delle abitazioni da un terrapieno spesso più di 7 metri in modo tale da proteggere le case e gli abitanti che vivono nei pressi della chiesa.
- Chiesa di Maria Mater Dei, nuova parrocchiale di Zambana, edificata nel 1965-66 e consacrata nel 1973.[10]

## Società

### Evoluzione demografica
Abitanti censiti

## Geografia antropica
La circoscrizione territoriale ha subito le seguenti modifiche: nel 1928 aggregazione di territori dei soppressi comuni di Fai e Nave San Rocco. Nel 1948 distacco di territori per la ricostituzione dei comuni di Fai, ora Fai della Paganella (Censimento 1936: pop. res. 887) e Nave San Rocco (Censimento 1936: pop. res. 588).

## Infrastrutture e trasporti
Zambana è servita dall'omonima stazione che si trova sulla linea ferroviaria Trento-Malé-Mezzana, inaugurata nel 1964 in sostituzione della preesistente tranvia.

## Amministrazione
| Periodo | Periodo | Primo cittadino | Partito                  | Carica  | Note |
| ------- | ------- | --------------- | ------------------------ | ------- | ---- |
| 2010    | 2015    | Michele Moser   | Lista aperta per Zambana | Sindaco |      |
| 2015    | 2018    | Renato Tasin    | Insieme per il futuro    | Sindaco |      |

### Formazione del nuovo comune di Terre d'Adige
Con il referendum consultivo del 22 maggio 2016, la popolazione di Zambana ha approvato la proposta di fusione con il limitrofo comune di Nave San Rocco, che ha dato vita, a partire dal 1º gennaio 2019, al nuovo comune di Terre d'Adige.